# Gendün Čhökji Ňima
Gendün Čhökji Ňima (tibetsky དགེ་འདུན་ཆོས་ཀྱི་ཉི་མ་, ve Wylieho transkripci dge ’dun chos kyi nyi ma, čínsky 更登確吉尼瑪) (* 25. dubna 1989) je tibetský buddhistický tulku, který byl rozpoznán 14. dalajlámou jako 11. pančhenlama.

## Zmizení 11. pančhenlamy
Když v roce 1989 nečekaně zemřel 10. pančhenlama, nastal těžký úkol pro tibetský úřad v exilu, a to najít 11. inkarnaci, v zatajení před čínskou vládou. Tímto úkolem byl pověřen Čadral rinpočhe.
V roce 1995 našel chlapce a po potvrzení dalajlamou, že jde o 11. pančhenlamu, se Gendün Čhökji Ňima ztratil bez dalších stop. Čadral rinpočhe zůstal uvězněn. Čínská vláda následně sama zvolila nového pančhenlamu. Stal se jím Gjacchän Norba. Místo pobytu Gendün Čhökji Ňimy není známé, dokonce není ani známo, zda je stále živ. Čínská vláda s ním nepřipouští žádná setkání.